# Los Córdobas
Los Córdobas est une municipalité située dans le département de Córdoba, en Colombie.